# Dolichopus squamosus
Dolichopus squamosus är en tvåvingeart som beskrevs av Van Duzee 1921. Dolichopus squamosus ingår i släktet Dolichopus och familjen styltflugor. Inga underarter finns listade i Catalogue of Life.